# Mascarade (Lermontov)
Pour les articles homonymes, voir Mascarade (homonymie) et Le Bal masqué.
Mascarade ou Le Bal masqué (en russe : Маскарад) est un drame en vers écrit en 1835 par Mikhaïl Lermontov. La pièce en quatre actes met en scène la société pétersbourgeoise de l'époque et décrit le caractère rebelle et la noblesse d'esprit du personnage principal Eugène Arbénine souvent comparé à l'Othello de Shakespeare.

## Historique
En 1835, Mikhaïl Lermontov écrit un drame qui comporte alors trois actes et se termine par la mort de Nina. Lermontov avait un vif désir de voir sa pièce donnée à Saint-Pétersbourg, mais la censure lui renvoie son texte pour le réécrire, car elle juge la description des sentiments trop crue et se pique de ce que le poète ait pu critiquer un bal masqué chez le baron Engelhardt.
Lermontov rédige une seconde version avec un quatrième acte et introduit un nouveau personnage, Néïzvestny, mais la censure refuse encore cette version. Lermontov écrit encore une nouvelle version qui transforme à tel point le sujet de la pièce qu'il l'intitule Arbéline. Seules la deuxième et la quatrième versions de la pièce nous sont parvenues.
En 1852 la pièce est jouée avec des coupures au Théâtre Alexandra de Saint-Pétersbourg dans une représentation au bénéfice de la comédienne Maria Valberhova. La censure est enfin complètement levée en 1862.

## Argument
Arbéline ambitionne d'être libre, indépendant dans la haute société pétersbourgeoise à laquelle il appartient par la naissance et l'éducation, mais c'est en vain, car devant défendre son honneur, il tue sa femme par jalousie.

### Acte I
Le premier acte s'ouvre sur Arbénine et le prince Zvezditch jouant aux cartes. Ils se rendent ensuite à un bal masqué en compagnie de Nina, l'épouse d'Arbénine. Zvezditch flirte avec une femme dissolue, une baronne amie de Nina. À cause des masques  Zvezditch ne sait pas qui elle est. La femme mystère donne son bracelet à Zvezditch en souvenir — un bracelet qui avait autrefois appartenu à Nina. Arbénine remarque plus tard que le bracelet manque au poignet de son épouse, se souvient qu'il est en possession de Zvezditch et en conclut que sa femme l'a trompé avec celui-ci.

### Acte II
Nina retrouve la baronne. Arbénine lit une lettre de Zvezditch adressée à Nina qui le conforte dans l'idée que la femme derrière le masque était son épouse. Arbénine décide de poignarder Zvezditch, mais considère que ce châtiment trop doux ne suffirait pas à rétablir son honneur et envisage une vengeance plus radicale sur Zvezditch et Nina.

### Acte III
Arbénine mélange un poison (qu'il s'était procuré quelques années plus tôt à la suite d'un revers de fortune, mais qu'il n'avait jamais utilisé) dans la crème glacée de sa femme lors d'un bal. La scène suivante se déroule dans la chambre du couple où Arbénine explique ce qu'il a fait et pourquoi. Il aime Nina follement, mais aveuglé par la jalousie n'est pas en mesure d'entendre les pleurs et les protestations d'innocence de sa femme mortellement empoisonnée.

### Acte IV
Nina est morte. Zvezditch et un personnage appelé « l'Inconnu » viennent réclamer vengeance. Ils apportent à Arbénine une lettre de la baronne prouvant l'innocence de Nina. Arbénine, réalisant qu'il a assassiné son épouse bien-aimée sans raison, devient fou.

## Personnages
- Eugène Alexandrovitch Arbénine
- Nina, son épouse
- Le prince Zviezditch
- La baronne Strahl
- Athanase Pavlovitch Kazarine
- Adam Petrovitch Sprich
- Un masque
- Un fonctionnaire
- Des joueurs de carte
- Des invités
- Des domestiques

## Décors de Golovine
Alexandre Golovine a imaginé des décors somptueux pour la représentation du 25 février 1917 au Théâtre Alexandra de Saint-Pétersbourg dans une mise en scène de Meyerhold qui agissent comme un révélateur de la vocation théâtrale du jeune Sergueï Eisenstein. Ils sont actuellement conservés au Musée théâtral d'État Bakhrouchine de Moscou.

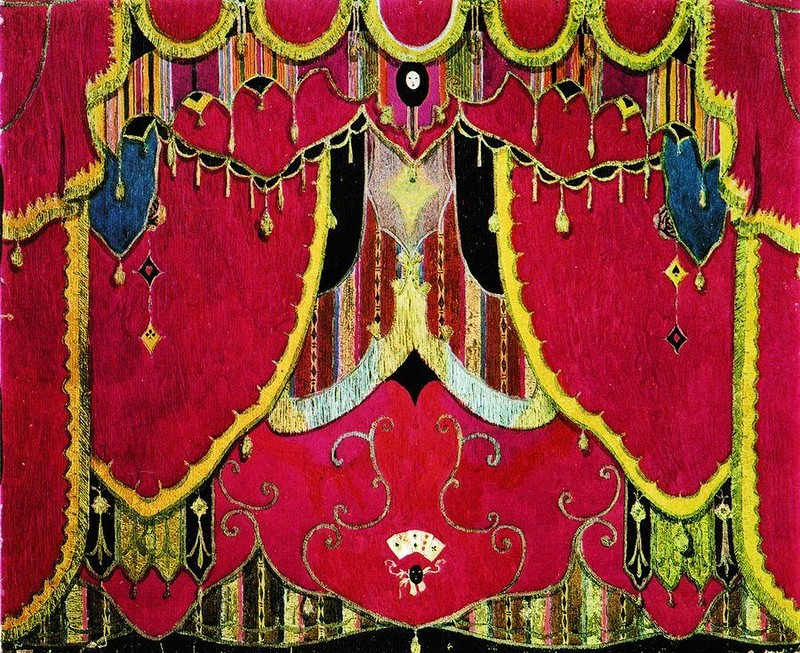
Rideau principal
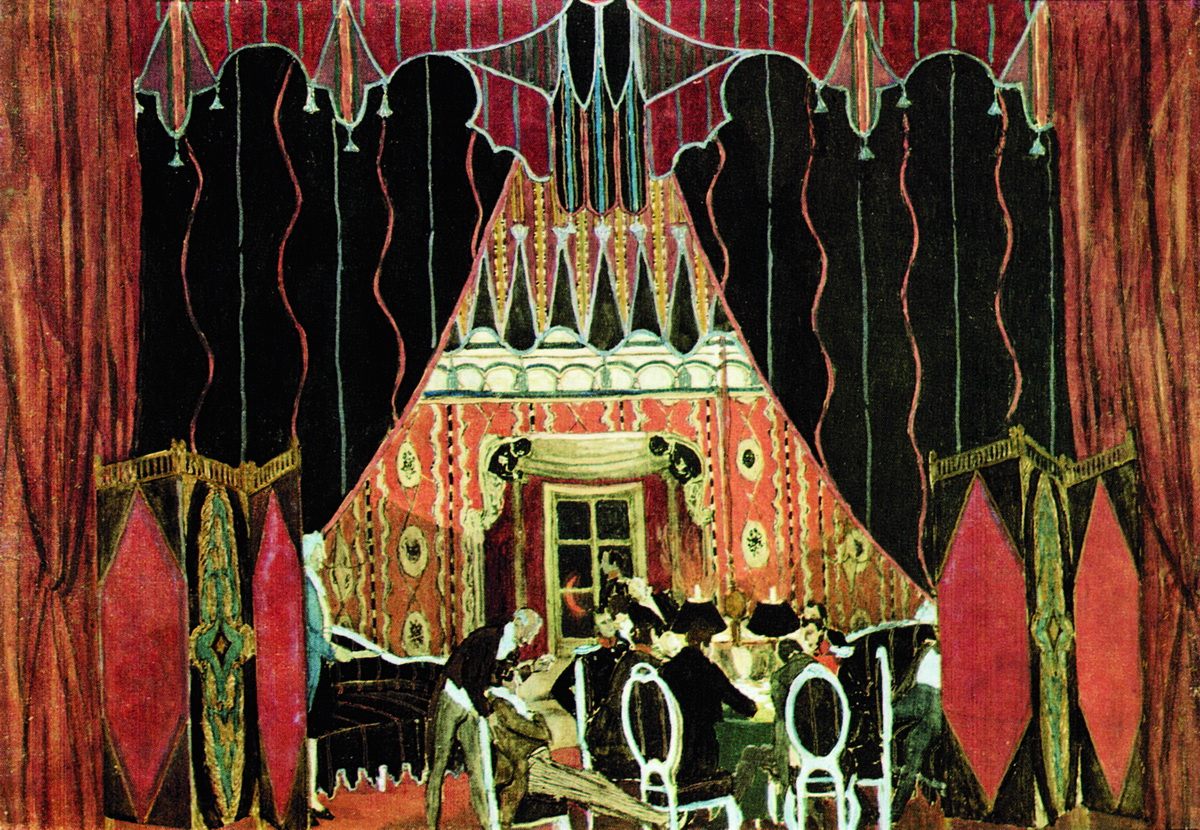
Scène des joueurs
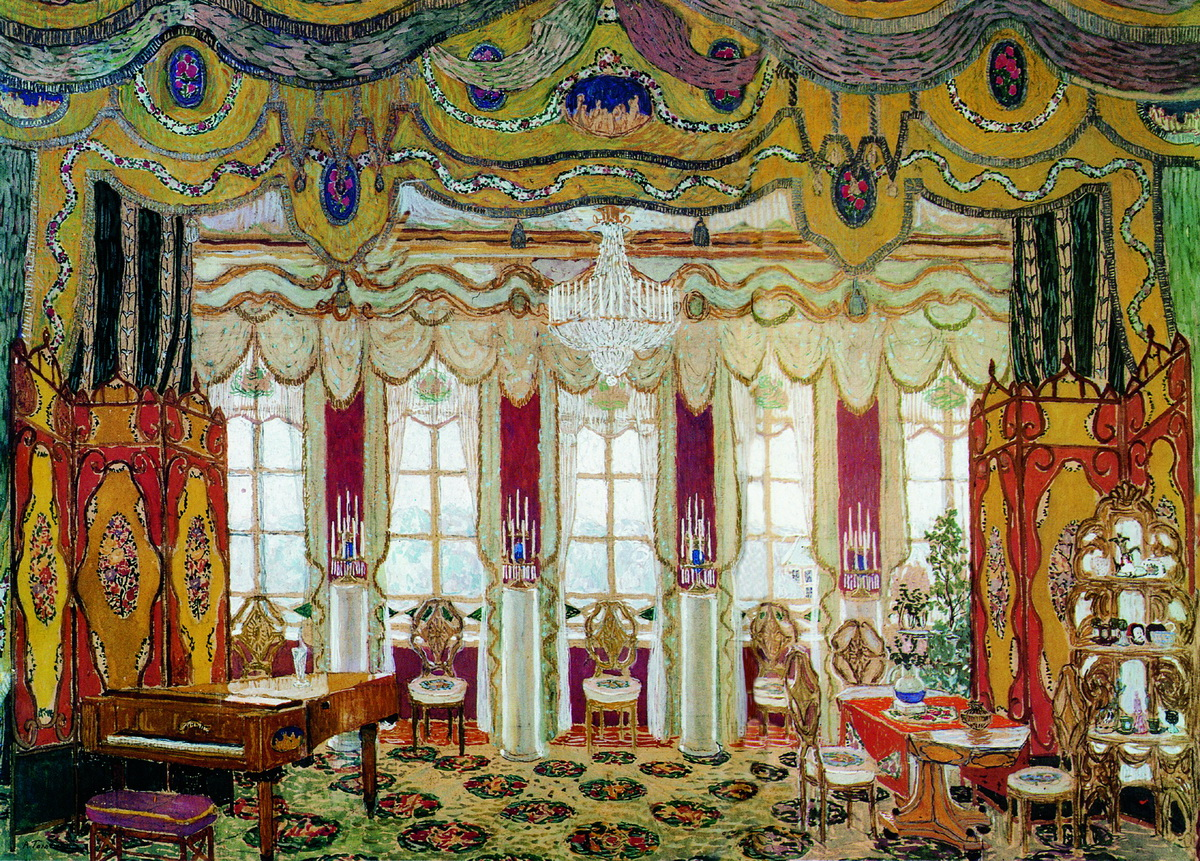
Chez la baronne Strahl
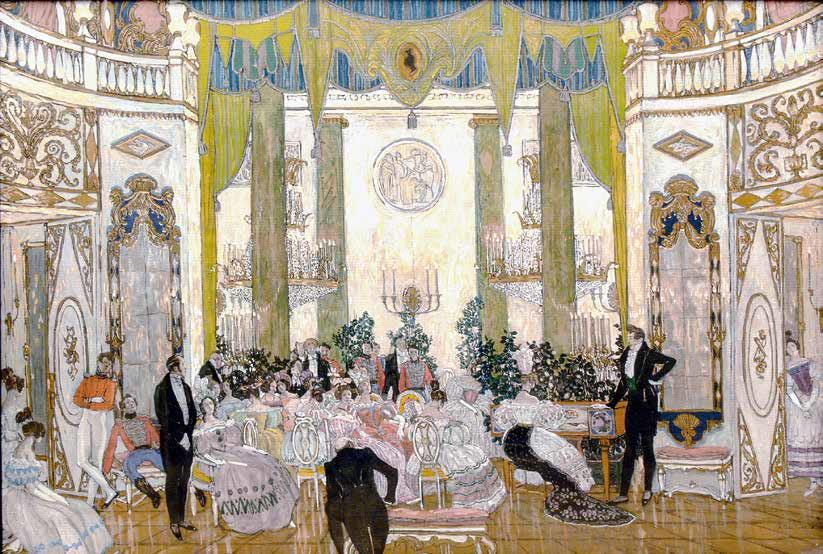
Récital
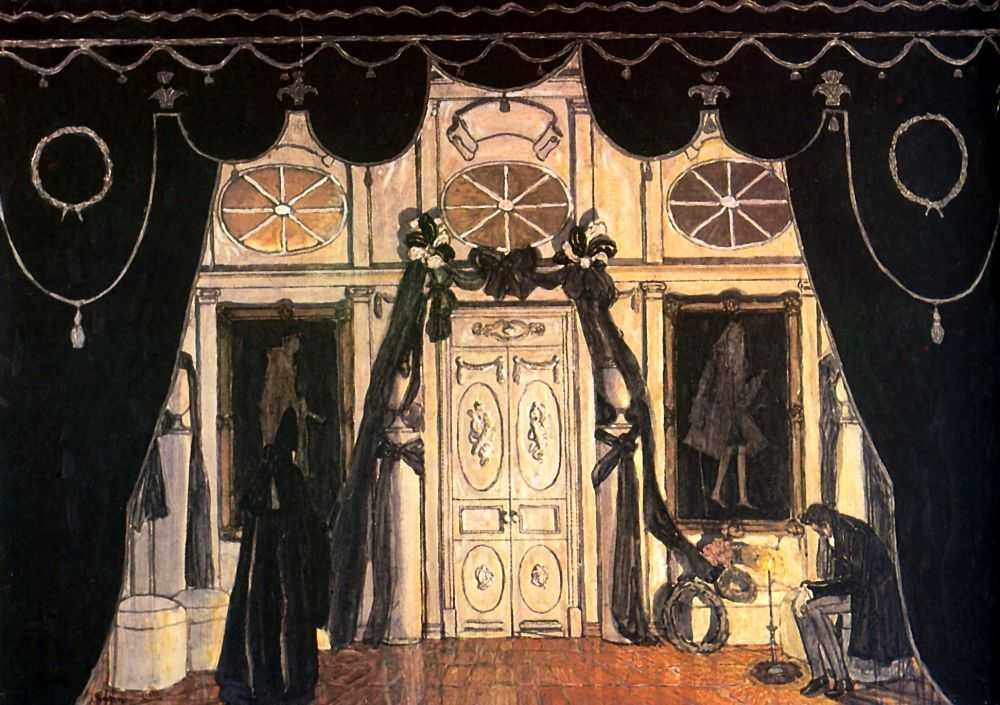
Chambre mortuaire
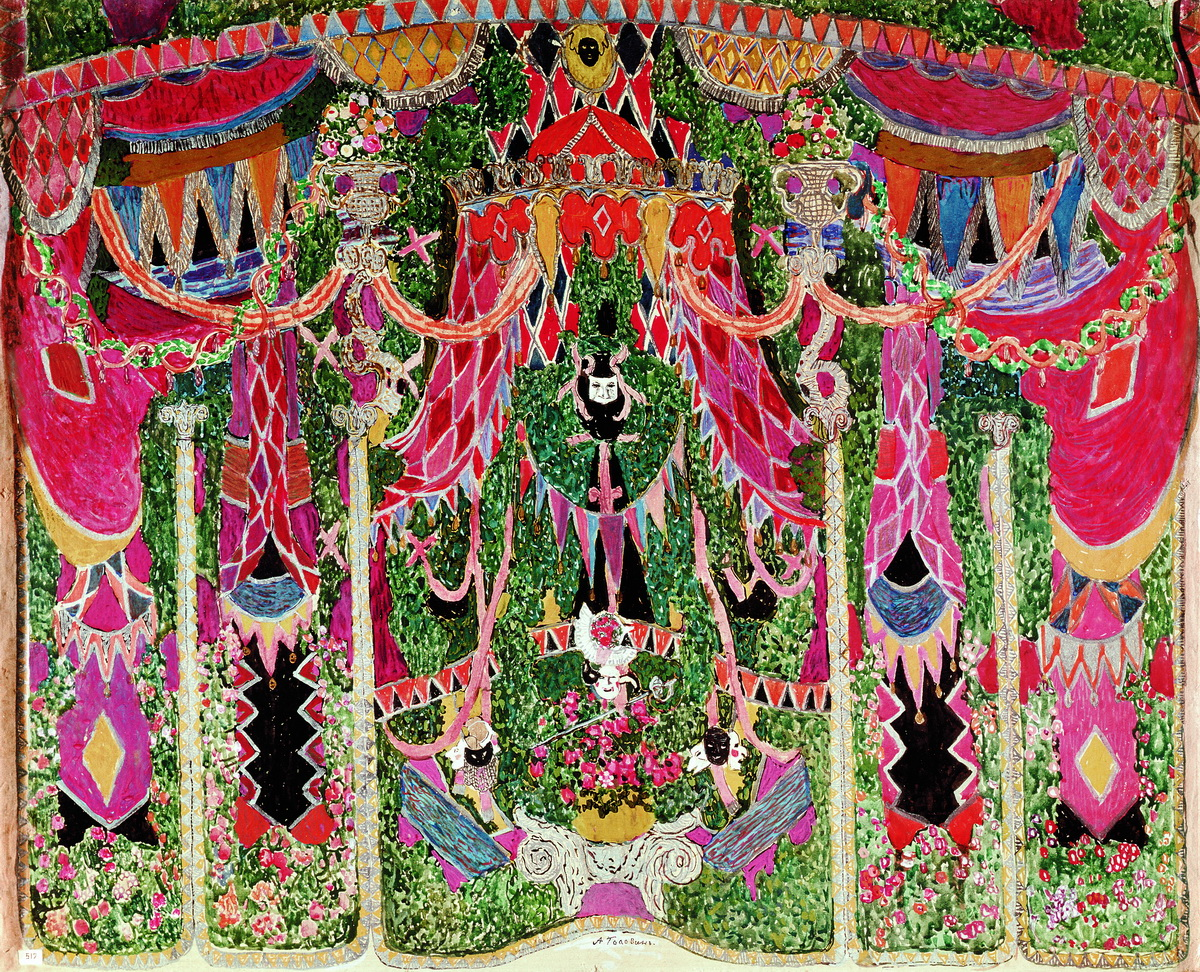
Rideau de la scène du bal
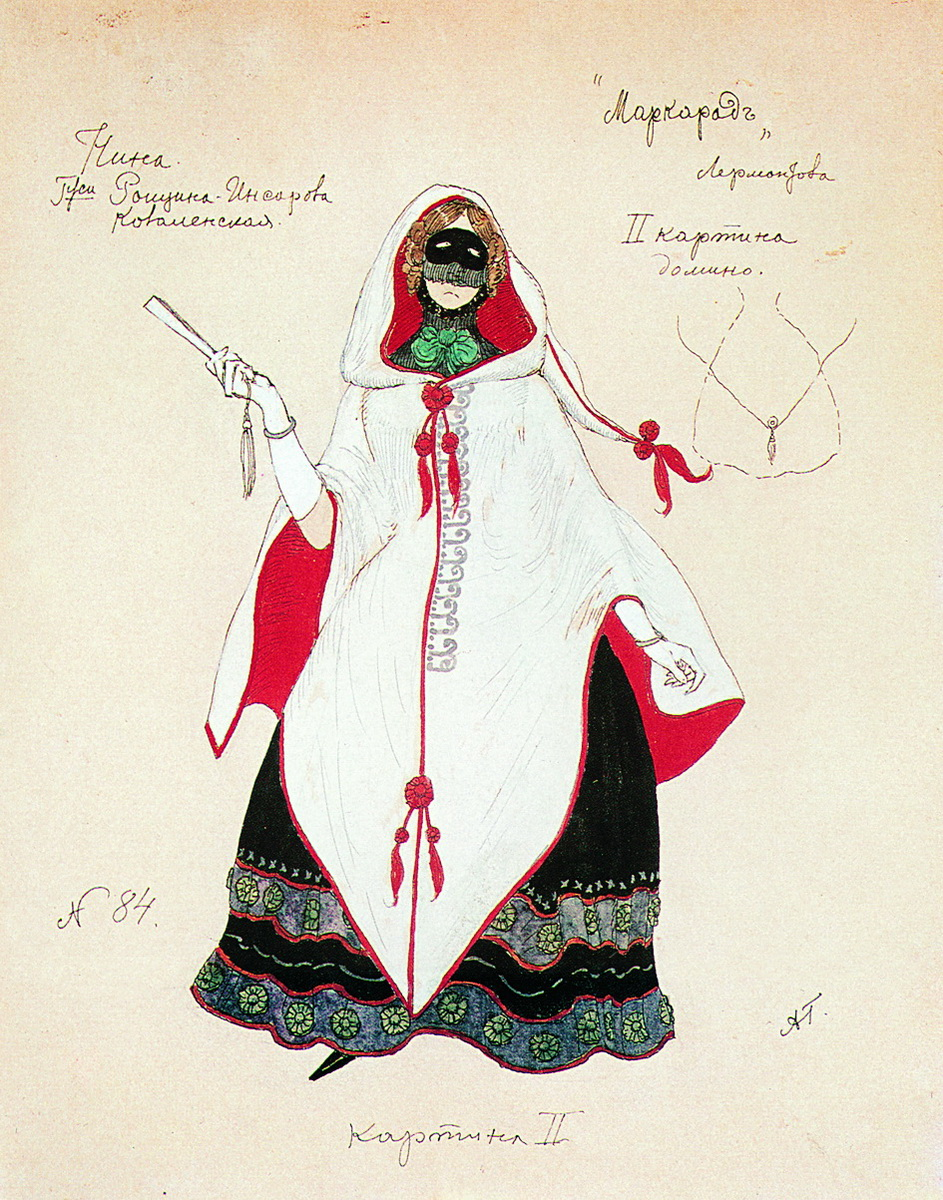
Costume de Nina
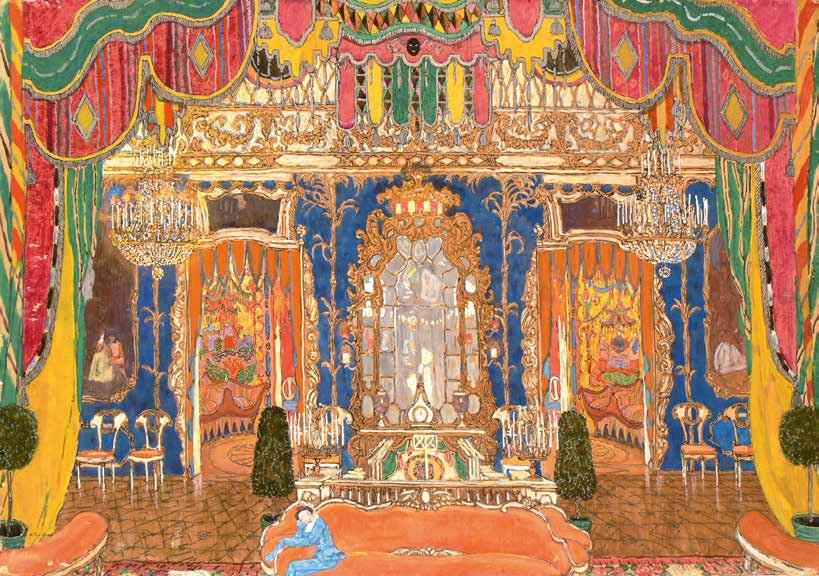
Salle du bal masqué
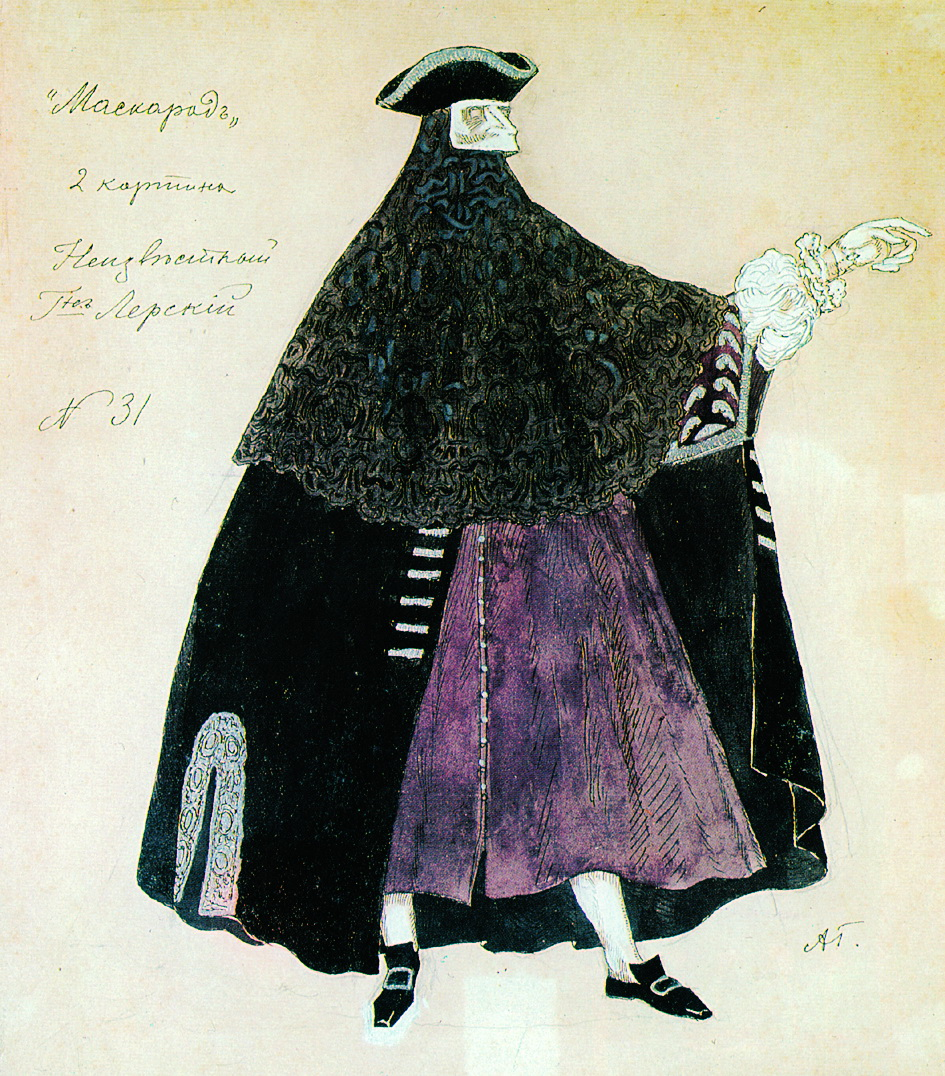
Bauta

## Musique de scène
La pièce est donnée le 21 juin 1941 au Théâtre Vakhtangov de Moscou avec la musique de scène composée par Aram Khatchatourian à la demande de Ruben Simonov. Mascarade fut la dernière production montée par le théâtre avant l'invasion de l'URSS par l'Allemagne. La série de représentations fut de ce fait écourtée. Khatchatourian a dédié la valse à la comédienne qui jouait le rôle de Nina, Alla Kazanskaïa.

## Reprises
La pièce est depuis régulièrement jouée, notamment au théâtre Vakhtangov. La mise en scène de Rimas Tuminas est récompensée par un Masque d'or en 1998.

## Adaptation au cinéma
Serguei Guerassimov adapte l'œuvre de Mikhaïl Lermontov dans son film dramatique de long métrage Mascarade sorti en 1941.

## Lermontov et Shakespeare
Elizabeth Cheresh Allen consacre le chapitre V « Ideals to Ideology: Unmasking masquerade » de son ouvrage A Fallen Idol Is Still a God: Lermontov and the Quandaries of Cultural Transition paru en 2006 au parallèle entre Othello et Mascarade et à l'influence de Shakespeare sur Lermontov.